# The Formation of Damnation
The Formation of Damnation è il nono album del gruppo thrash metal statunitense Testament, pubblicato il 29 aprile 2008 per l'etichetta discografica Nuclear Blast.

## Il disco
L'album, la cui produzione era già stata annunciata nel 2002 e nel 2003, arriva dopo The Gathering del 1999. Più volte posticipato a causa della reunion, è il primo registrato in studio con il bassista Greg Christian e il chitarrista Alex Skolnick a distanza, rispettivamente, di quattordici e sedici anni. L'album, pubblicato il 29 aprile 2008 dopo essere stato annunciato nel novembre 2007, ha venduto in una settimana 11 400 copie negli Stati Uniti portandosi alla posizione numero 59 della classifica di Billboard.
A livello generale è stato valutato molto bene: il sito Metal-Rules.com lo ha votato miglior album metal del 2008.
Si può accostare sia al sound classico della band, sia alle sfumature death metal di The Gathering. In alcuni pezzi Chuck Billy sfodera un growl possente, in altri ha il canto aggressivo tipicamente thrash metal che esibiva nelle prime pubblicazioni dei Testament.

## Tracce
1. For the Glory of – 1:12
2. More Than Meets the Eye – 4:31
3. The Evil Has Landed – 4:44
4. The Formation of Damnation – 5:10
5. Dangers of the Faithless – 5:47
6. The Persecuted Won't Forget – 5:49
7. Henchman Ride – 4:00
8. Killing Season – 4:52
9. Afterlife – 4:13
10. F.E.A.R. – 4:46
11. Leave Me Forever – 4:28

## Formazione
- Chuck Billy - voce
- Eric Peterson - chitarra ritmica
- Alex Skolnick - chitarra ritmica e solista
- Greg Christian - basso
- Paul Bostaph - batteria